# Johann Optat Mießl von Zeileisen
Johann Nepomuk Franciscus Josephus Callasantius Optatus Mießl Edler von Zeileisen (getauft 4. Juni 1768 in St. Joachimsthal; † 10. April 1842 ebenda) war ein böhmischer k. k. Postmeister, Blei- und Mennigfabrikbesitzer, sowie Bürgermeister von St. Joachimsthal.

## Leben
Johann Optat Mießl wurde im böhmischen St. Joachimsthal im Erzgebirge geboren. Er war der jüngste Sohn des Oberamtsverwalters und Bergrichters Johann Nepomuk Mießl (1733–1802) und seiner Ehefrau Maria Barbara geb. Macasius (1732–1801). 1786 wurde die Familie in den erblichen Adelsstand erhoben. Ursprünglich bezog sich das Prädikat und Wappen auf den Joachimsthaler Gewerken und Nürnberger Patrizier Hanns Zeileisen (1488–1576), von dem Mießls Mutter ihre Abstammung herleitete. Von dem Geschlecht stammte auch das Zeileisen´sche Stipendium, von dem die Familie Gebrauch machte. 1787 legte sein Vater unterhalb der Stadt bei der Schmelzhütte eine Mennig- und Bleiweißfabrik an zu dem auch ein Blaufarbenwerk gehörte, das von Mießl unter dem Namen k. k. priv. Bleiweiß, Minium, und Patent-Schrott Fabrik zu Joachimsthal übernommen und weiter betrieben wurde. Unter der Aufsicht ders Herren Hellmich und seines Schwagers Johann Ungersthaler wurde dort auch weiter blaue Farbe erzeugt. Jedoch hatte die Fabrik unter seiner Führung keinen umfangreichen Betrieb mehr und wurde schließlich ganz aufgegeben.
Mießl bekleidete von 1802 bis 1804 sowie von 1829 bis 1841 das Amt des Bürgermeisters von St. Joachimsthal. Ferner übernahm er in seiner Heimatstadt die Stelle des k. k. Postbeförderers und Postmeisters. Am 5. Juni 1810 war er in Schlaggenwald Trauzeuge bei der Hochzeit von Barbara Haas mit dem Handelsmann von Karlsbad Joseph Vitus Becher, Apotheker und Erstproduzent des „Karlsbader Becherbitter“. Johann Optat Mießl starb am 10. April 1842 im Alter von 72 Jahren in St. Joachimsthal an Unterleibsbrand. Sein Leichnam wurde auf dem örtlichen Friedhof beigesetzt.  

## Familie und Nachkommen
Johann Optat Mießl ehelichte am 5. Juni 1791 in Platten Maria Olivia Theresia geb. Seeling (* 26. Februar 1770 in Platten; † 21. Juli 1837 in St. Joachimsthal), die Tochter des Blaufarbenwerksbesitzers Wenceslaus Seeling.
- Wilhelmina Aloysia Ludovika Barbara Olivia Mießl Edle von Zeileisen (1792–1847).
- Albert Mießl Edler von Zeileisen (1795–1847), k. k. Forst- und Waldmeister in Schlaggenwald; ⚭ 1820 in St. Joachimsthal Karolina Fritsch, Bergratstochter.
  - Johannes Karl Albrecht Wilibaldus Mießl Ritter von Zeileissen (1822–1898), k. k. Statthaltereirat und Bezirkshauptmann in Karlsbad, Standeserhöhung 1883; ⚭ 1859 Aloisia Winkler de Forazest (1831–1890).
  - Pauline Klotilde Caroline Mießl Edle von Zeileisen (* 1836), Forstmeisterstochter.
  - Albrecht Mießl Edler von Zeileisen, k. k. Forstwart in Schlaggenwald.